# روبرت وارينجتون (كيميائي زراعي، مواليد 1838)
روبرت وارينجتون الابن (22 أغسطس 1838, سبيتالفيلدز، لندن - 20 مارس 1907, هاربيندين) كيميائي زراعي إنجليزي، معروف بأبحاثه ومنشوراته حول كيمياء الفوسفات والنترات في التربة الزراعية.

## السيرة الذاتية
كان روبرت وارينجتون جونيور الابن الأكبر والطفل الثاني للكيميائي روبرت وارينجتون. بعد دراسة الكيمياء في مختبر والده وحضور محاضرات فاراداي وبراند وهوفمان، أصبح روبرت وارينجتون جونيور في عام 1859 مساعدًا غير مدفوع الأجر للسير جون بينيت لوز في محطة روثامستيد التجريبية في هاربيندين. كان وارينجتون من عام 1862 إلى عام 1867 مساعدًا لأستاذ الكيمياء في الكلية الزراعية الملكية في سيرينسستر.

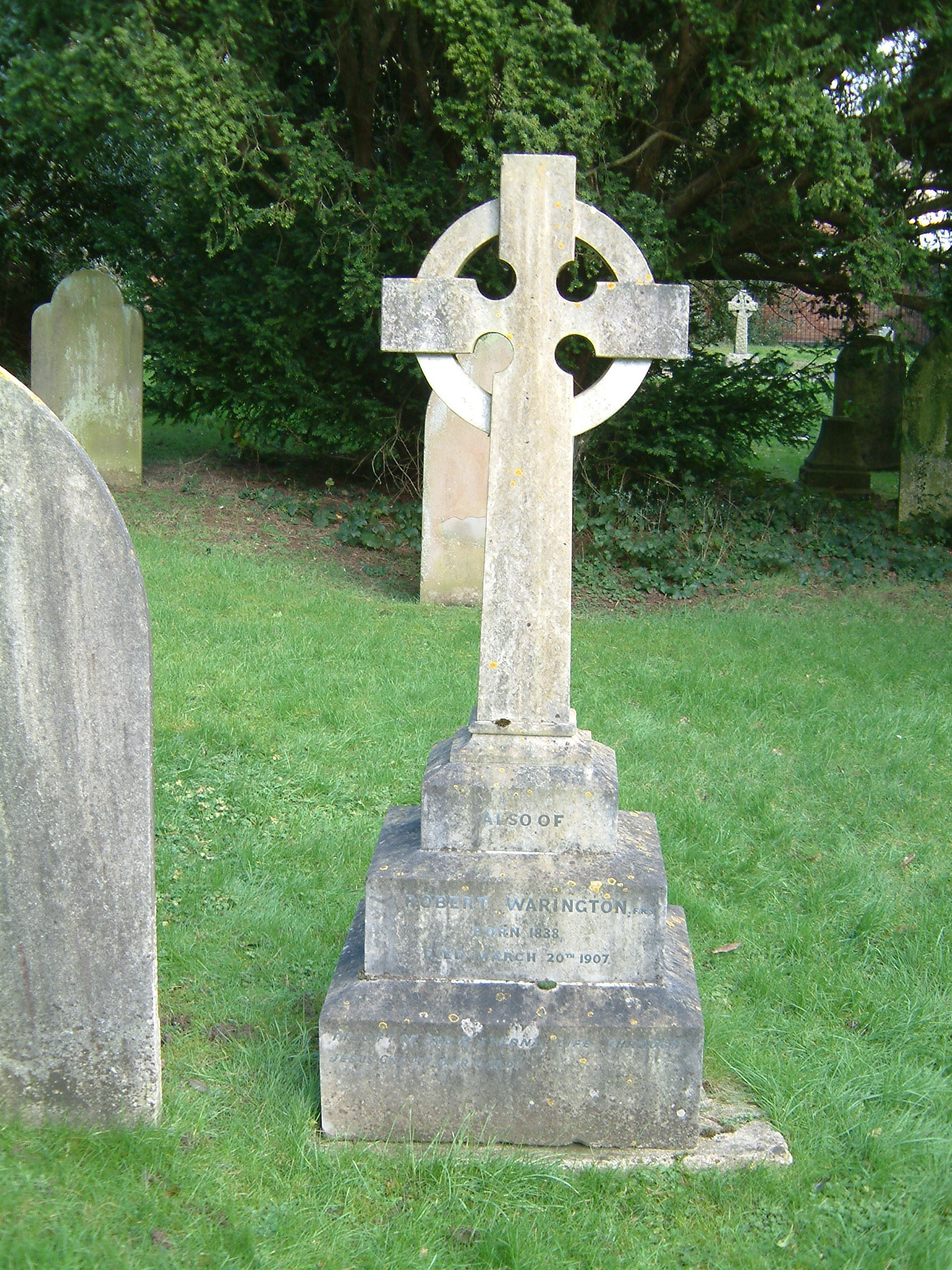
قطعة أرض عائلة وارينجتون ، ساحة كنيسة القديس نيكولاس ، هاربيندين ، إنجلترا

كان من عام 1876 إلى عام 1891 محققا في محطات روثامستد التجريبية، حيث نشر العديد من المقالات حول تحديث التربة. وارينجتون هنا أدلى بالملاحظة الأولى التي مفادها ان عملية النترجة مكونة من خطوتين في عام 1879.
في عام 1891 تم تعيين وارينجتون من قبل لجنة الثقة الزراعية لاويز لإلقاء ست محاضرات في الولايات المتحدة أمام رابطة الكليات الزراعية الأمريكية والمحطات التجريبية في واشنطن العاصمة من 12 إلى 18 أغسطس 1891. تناولت المحاضرات بشكل أساسي موضوع نترجة التربة ، بناء على بحثه الخاص في روثامستد. عندما عاد إلى إنجلترا ، أجرى أبحاثا في مختبر ميلوول في لاويز. تم تعيينه في عام 1894 كممتحن في الزراعة لقسم العلوم والفنون في جامعة أكسفورد وكان لمدة ثلاث سنوات ، من 1894 إلى 1897 ، أستاذ سيبثوربيان للاقتصاد الريفي في جامعة أكسفورد.
تم انتخابه في عام 1863 زميلًا في الجمعية الكيميائية وفي عام 1886 زميلًا في الجمعية الملكية.
في عام 1884، تزوج روبرت وارينجتون جونيور من هيلين لويزا (1855-1898)، الابنة الثالثة لجورج إتش ماكينز، MRCS، كبير المقايسين في بنك إنجلترا.  أنجب روبرت وارينغتون الابن وزوجته الأولى خمس بنات: إليزابيث (بيتي) ولدت عام 1888 ؛ ولدت مارغريت عام 1890 ؛ دوروثي، ولدت عام 1892 ؛ والتوأم كاثرين وهيلين (كيتي ونيل) المولودين في عام 1897. في عام 1902 تزوج روزا جين، ابنة فريدريك روبرت سباكمان، دكتوراه في الطب، من هاربيندين. كاثرين وارينغتون (1897-1993) أصبحت عالمة نبات مشهورة. دفن روبرت وارينجتون جونيور مع العديد من أفراد عائلته في قطعة أرض عائلية في ساحة كنيسة نيكولاس، هاربيندين، إنجلترا.

## منشورات مختارة
- Warrington R. (1896). Agricultural science: its place in a university education. London: H. Frowde. مؤرشف من الأصل في 2022-05-12.
- —— (1900). Lectures on some of the physical properties of soil. Oxford at the Clarendon Press. مؤرشف من الأصل في 2022-05-12.
- —— (1906). Chemistry of the Farm (4th revision) (ط. 19th). London: Vinton. مؤرشف من الأصل في 2022-05-12; originally published in 1881{{استشهاد بكتاب}}:  صيانة الاستشهاد: postscript (link)